# Caledon Bay
Caledon Bay är en vik i Australien. Den ligger i territoriet Northern Territory, omkring 620 kilometer öster om territoriets huvudstad Darwin.
Savannklimat råder i trakten. Genomsnittlig årsnederbörd är 1 299 millimeter. Den regnigaste månaden är mars, med i genomsnitt 336 mm nederbörd, och den torraste är september, med 3 mm nederbörd.